# It Can't Be Done (film 1918)
It Can't Be Done è un cortometraggio muto del 1918 diretto da Sidney M. Golden (Sidney M. Goldin).

## Produzione
Il film fu prodotto dalla Nestor Film Company.

## Distribuzione
Distribuito dall'Universal Film Manufacturing Company, il film - un cortometraggio di una bobina - uscì nelle sale cinematografiche USA il 5 agosto 1918.